# Rhopalopsole spiniplatta
Rhopalopsole spiniplatta är en bäcksländeart som först beskrevs av Wu, C.F. 1949.  Rhopalopsole spiniplatta ingår i släktet Rhopalopsole och familjen smalbäcksländor. Inga underarter finns listade i Catalogue of Life.